# Umka
Umka (v srbské cyrilici Умка) је obec administrativně spadající pod opštinu Čukarica ve městě Bělehrad. V roce 2011 zde žilo 5272 obyvatel.
Umka se rozkládá na břehu řeky Sávy, na silničním tahu (Sávská magistrála), spojujícím srbskou metropoli Bělehrad s městem Obrenovac.
V blízkosti obce je vedena také dálnice A2. Obec nemá napojení na srbskou železniční síť.